# Aeroporto di Francoforte-Hahn

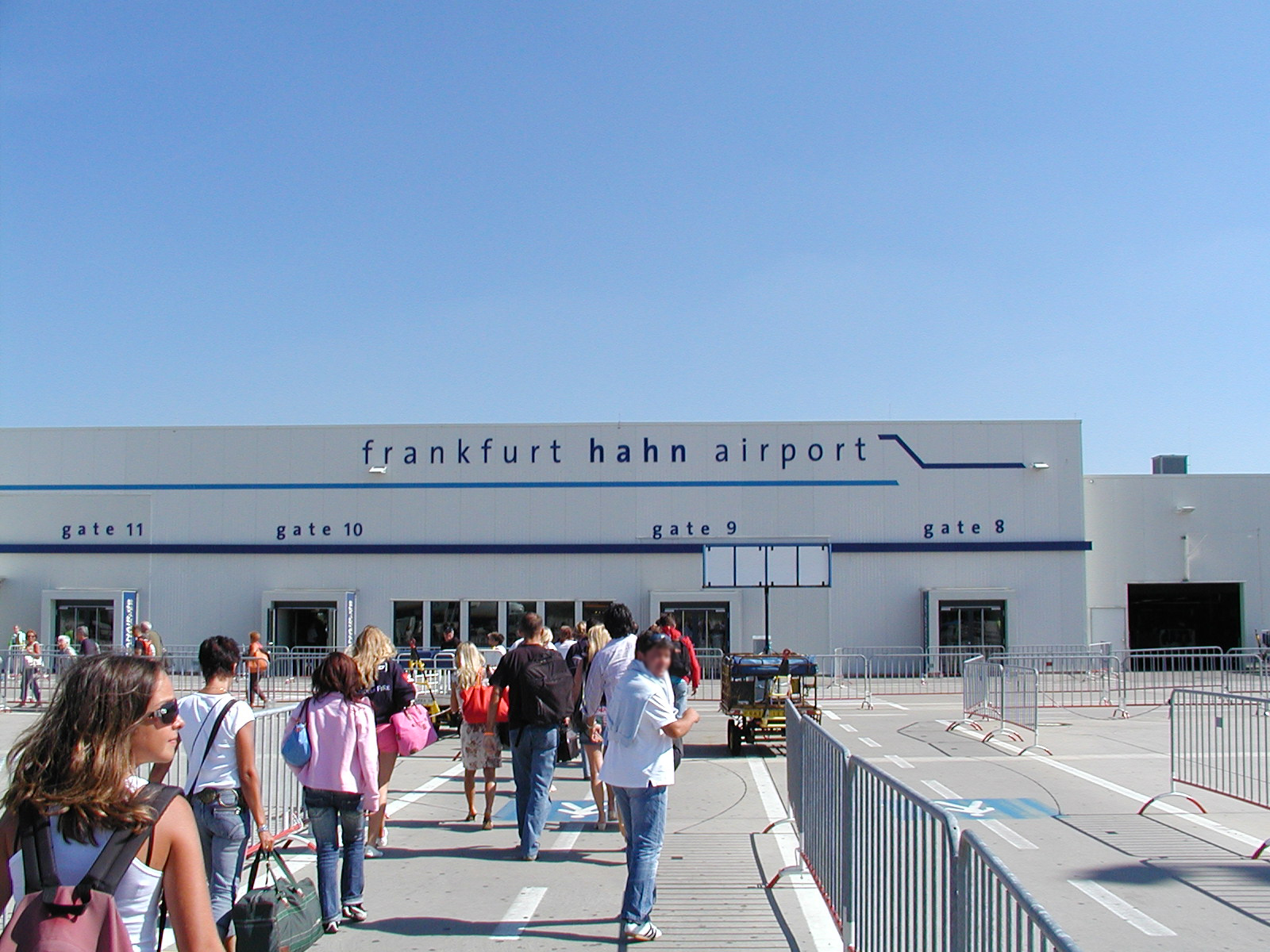
Aeroporto di Francoforte-Hahn

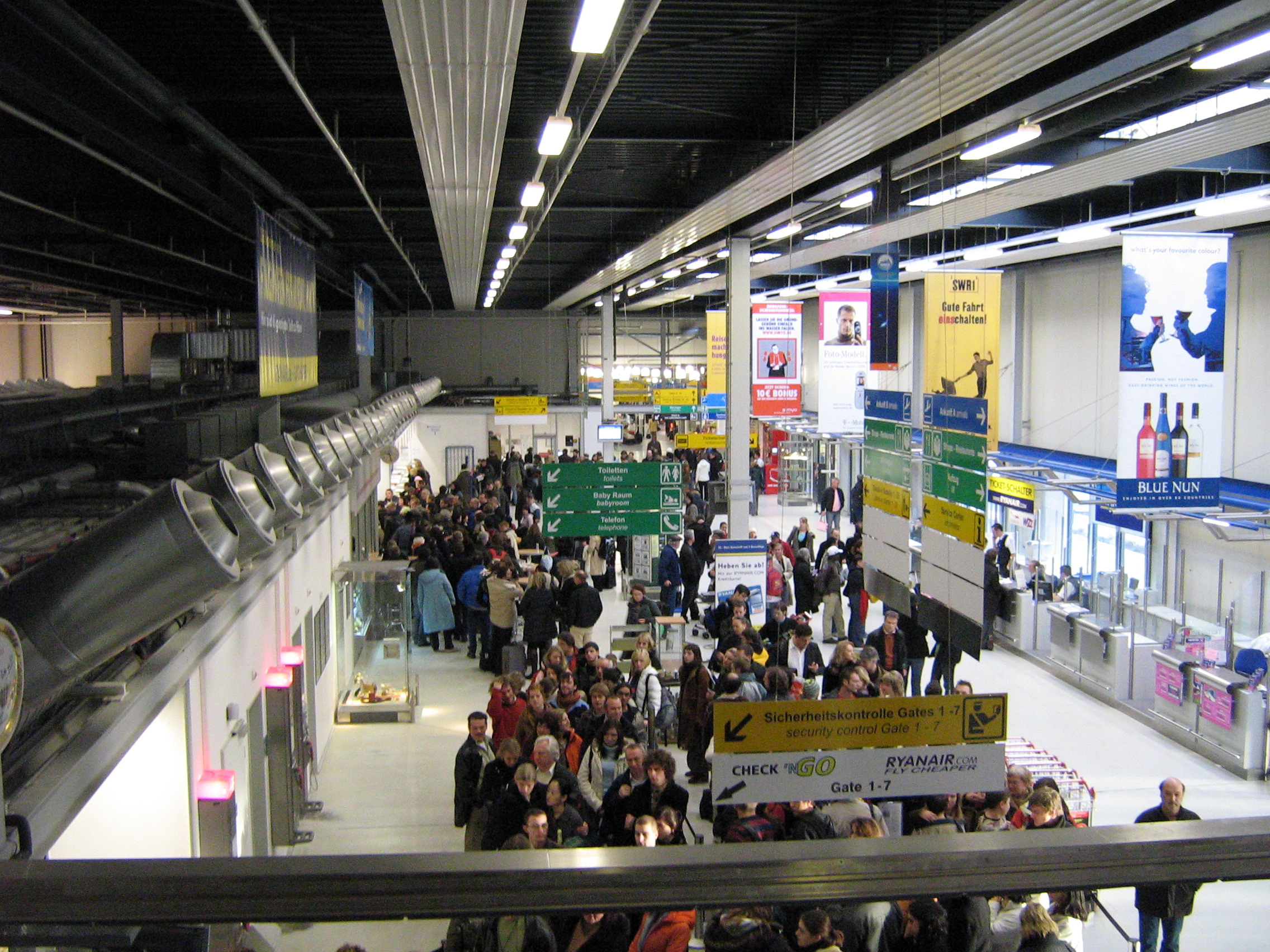
Interno dell'aeroporto

L'aeroporto di Francoforte-Hahn (in tedesco: Flughafen Frankfurt-Hahn) è un aeroporto civile che si trova a 120 km da Francoforte ed è base di partenza per diversi voli low-cost, in particolare della compagnia Ryanair.

## Storia
L'aeroporto di Francoforte-Hahn è stato per lungo tempo una base aerea militare della NATO, sede del 50° Fighter-Bomber Wing (Stormo caccia-bombardieri) della USAFE. Con il finire della Guerra Fredda, la base aerea venne restituita quasi interamente allo stato tedesco che nel 1993 decise di trasformare l'ex base NATO in un aeroporto civile. Tra i maggiori investitori e promotori del progetto vi fu la società che già gestiva l'aeroporto di Francoforte (la Fraport AG).

## Ubicazione
L'aeroporto è situato nel Land Renania-Palatinato, a 160  km da Kirchberg, 60 km da Magonza, 85 da Coblenza e 120 km da Francoforte.

## Accessibilità
L'aeroporto è decisamente decentrato e poco comodo da raggiungere; anche per questo ha da sempre attuato una politica di prezzi bassi per le compagnie aeree che ne hanno fatto un importante centro dei voli low-cost. Infatti si trova in una zona collinare scarsamente abitata e non raggiunta dall'autostrada.
Oltre che in auto, è possibile raggiungere l'aeroporto in autobus. Un autobus parte circa ogni ora dalla stazione dei treni di Francoforte  e dopo aver fatto tappa al Terminal 1 dell'Aeroporto di Francoforte, giunge all'Aeroporto di Francoforte-Hahn in 1h45'. Inoltre anche dalla stazione dei treni di Cochem e da quella di Magonza partono autobus diretti all'aeroporto.
Non è invece possibile raggiungere l'aeroporto in treno. L'unica maniera è andare in treno fino alla stazione di Magonza che è ben collegata a tutte le principali città della zona e da lì prendere l'autobus per l'aeroporto, che impiega circa 1h10'.